# 宮城県道224号吉田山元線

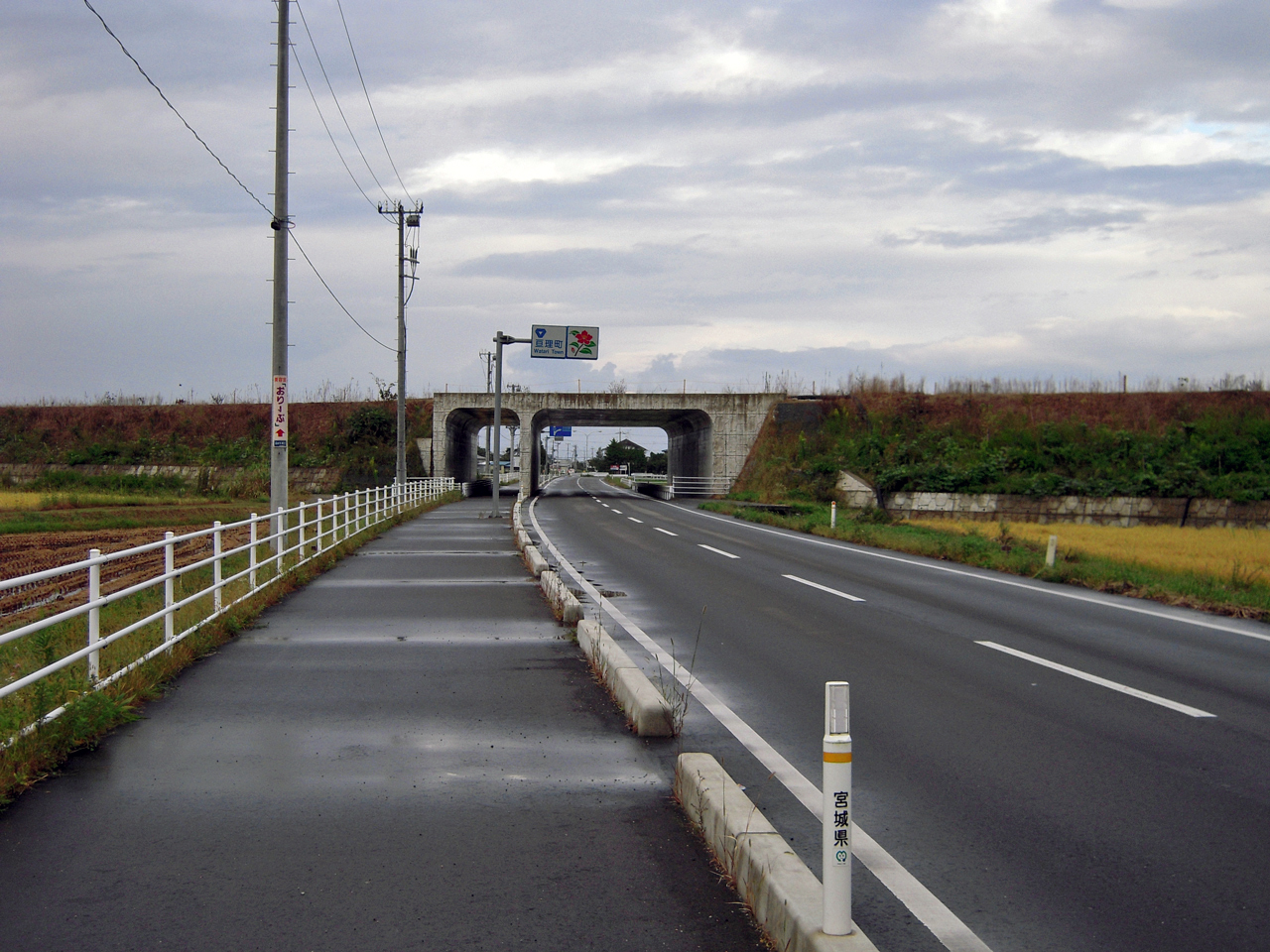
亘理町と山元町の境、建設中の常磐自動車道高架付近（2008年10月）。

宮城県道224号吉田山元線（みやぎけんどう224ごう よしだやまもとせん）は、宮城県亘理郡亘理町から亘理郡山元町に至る一般県道。通称、浜吉田街道。

## 概要
宮城県亘理郡亘理町吉田浜から同郡山元町の国道6号交点に至る。名前のとおり、亘理町吉田地区の集落と砂浜の境に起点標がある。

### 路線データ
県道の認定告示に基づく整理番号、路線名、起終点および重要な経過地は次のとおり。
- 路線番号：224
- 路線名：吉田山元線
- 起点：亘理郡亘理町（字吉田東252番2地先[2]、宮城県道38号相馬亘理線交点））
- 終点：亘理郡山元町（小平字北3番8地先[2]、国道6号交点）
- 重要な経過地：なし
- 総延長：4.4260 km[2]

## 歴史
- 1972年（昭和47年）10月31日 - 路線認定
  - 同日付で廃止された県道浜吉田停車場線（当初はJR浜吉田駅 - 山元町八手庭（国道6号交点））および国道6号の亘理バイパス供用による降格区間を中心に路線認定された。そのため、起点から西進しあと交差点ひとつで国道6号というところで南に折れるという経路を採る。
- 2023年（令和5年）3月31日 - 宮城県告示第224号により宮城県道224号吉田浜山元線（起点・亘理郡亘理町吉田、終点・亘理郡山元町小平、重要な経過地・なし）が廃止されるかたちで宮城県告示第223号により宮城県道224号吉田山元線が認定される[3]。

## 地理

### 通過する自治体
- 宮城県
  - 亘理郡亘理町 - 亘理郡山元町

### 交差する道路
| 交差していた道路                 | 市町村名 | 市町村名 | 交差していた場所 | 交差していた場所 |
| -------------------------------- | -------- | -------- | ---------------- | ---------------- |
| 福島県道・宮城県道38号相馬亘理線 | 亘理郡   | 亘理町   | 吉田             |                  |
| 国道6号                          | 亘理郡   | 山元町   | 小平             | 終点             |